# Sankt Lambrecht
Sankt Lambrecht är en ort och köpingskommun i distriktet Murau i det österrikiska förbundslandet Steiermark cirka 15 km sydost om Murau. Kommunen fick sin nuvarande utbredning 1 januari 2015 när kommunen Sankt Blasen blev en del av kommunen Sankt Lambrecht. Den består av två orter (Ortschaften) (inom parentes invånarantal 1 januari 2024):
- Sankt Blasen (504)
- Sankt Lambrecht (1 287)

Redan för 2000 år sedan fanns det ett samhälle där Sankt Lambrecht ligger idag. 1066 omnämndes en kyrka kallad Kirche des heiligen Lambert im Walde, där sedan greve Markward von Eppenstein började bygga ett kloster 1076. Klostret fick genom donationer kyrkor och besittningar i St. Lambrecht, Aflenz och Piber. Klostret dominerade sedermera ortens utveckling. Sankt Lambrecht som låg vid sidan av de viktiga handelsvägarna fick aldrig någon nämnvärd ekonomisk betydelse för regionen. Först när en dynamitfabrik byggdes 1871 blev Sankt Lambrecht också en industriort. Fabriken utvecklades till ortens dominerande industriföretag framför allt under och efter andra världskriget. 1956 grundades företaget Leitner, en möbel- och fönsterproducent. Även en satsning på turismen påbörjades på 90-talet.
Den förnämsta sevärdheten i Sankt Lambrecht är benediktinklostret Sankt Lambrecht med den gotiska klosterkyrkan.